# Zvučna kartica
Zvučna kartica je kartica koja omogućava računalu da primi zvuk kao ulaz ili ju računalo koristi za stvaranje zvuka. 

## Princip rada
Zvučne kartice obično se sastoje od sljedećih elemenata:
- Analogno-digitalnog pretvarača (A/D converter) - koji električnu veličinu (može biti napon, ili struja) dobivenu od mikrofona, na ulazu kartice pretvara u digitalnu formu (broj)
- Digitalno-analogni pretvarač (D/A converter ) - pretvara digitalne podatke u zvuk preko zvučnika ili slušalica
- predpojačalo - za ulazni i/ili izlazni signal

Radi funkcija A/D i D/A pretvarača i još nekih drugih funkcija kao naprimjer oscilatora za stvaranje raznih efekata pojedina poduzeća su razvila posebni skup integriranih krugova.

### Analogno-digitalna pretvorba
Analogni signal je neprekidan u vremenu i iznosu, te ga je potrebno pretvoriti u niz digitalnih vrijednosti. Zbog toga je nužno definirati brzinu prijenosa tj. frekvenciju kojom se nove digitalne vrijednosti odabiru tj. uzorkuju s analognog signala. Učestalost novih digitalnih vrijednosti se zove brzina uzorkovanja (eng. sampling rate) ili frekvencija uzorkovanja (eng.sampling frequency) konvertera.
Neprekidno mijenjanje ograničenog frekvencijskog pojasa se može uzorkovati (to znači da se vrijednosti signala u vremenskim intervalima T, vremenu uzorkovanja, mjere I pohranjuju) te se originalni signal može naknadno reproducirati preko diskretnih vrijednosti pomoću jednadžbe za interpolaciju. Preciznost je doduše ograničena kvantizacijskom pogreškom. Opet, vjerna reprodukcija je moguća samo ako je frekvencija uzorkovanja dva puta veća od najviše frekvencije signala. To je usnovi sadržano u Shannon-Nyquist-ovu teoremu o uzorkovanju.
S obzirom na to da ADC praktično ne može obaviti trenutnu pretvorbu, ulazna se vrijednost mora konstantno zadržavati svo vrijeme dok pretvarač izvodi pretvorbu (to se naziva vrijeme pretvorbe). Ulazni sklop poznat kao ‘’uzorkovati i zapamtiti” (eng. sample and hold) obavlja taj zadatak – u većini slučajeva koristeći kondezator da pohrani analognu voltažu na ulazu, te se pomoću elektronske sklopke razdvaja kondezator od ulaza. Mnogi ADC integrirani sklopovi uključuju unutarnji ‘’uzorkovati i zapamtiti” podsistem.
Razlučivost (eng. resolution) pretvarača označava broj diskretnih vrijednosti koje pretvarač može proizvesti u svom sklopovlju. Razlučivost se obično se izražava u bitovima. Na primjer; ADC koji kodira analogni ulazni signal u jednu od 256 diskretnih vrijednosti ima rezoluciju od 8 bita, jer je 2^8=256. U praksi, rezolucija pretvarač je ograničena omjerom signal-šum dotičnog signala. Ako ima previše šuma u analognom signalu na ulazu, poslije će biti nemoguće precizno odrediti točan broj bita rezolucije. Iako će ADC odratiti svoj posao, rezultat neće biti precizan, s obzirom na to da donji bitovi registriraju šum. Omjer signal-šum bi trebao biti oko 6 dB po bitu tražene rezolucije. Korištenjem ADC-a s rezolucijom od recimo 16-bita, 32-bita, 48-bita ili više, točnost pretvaranja se poboljšava i time se dobiva na kvaliteti i točnosti. Isto tako važno jest vrijeme koje je potrebno ADC-u da pretvori analognu vrijednost u digitalnu.

### Digitalno-analogna pretvorba
Odvija se otpornom mrežom R-2R. Struja je jednaka u svakoj grani. MSB bitovi su u grani koja je blizu ulaza u OP. Napon Uo=-If*Rf, dakle napon Uo je izravno proporcionalan binarnoj riječi.